# Бетанкур, Карлос
Ка́рлос Альбе́рто Бетанку́р Го́мес (исп. Carlos Alberto Betancur Gómez; род. 13 октября 1989, Сьюдад-Боливар) — колумбийский профессиональный шоссейный велогонщик, c 2016 года выступающий за команду Movistar Team.

## Карьера
Впервые о себе Бетанкур заявил в 2009 на чемпионате мира в Мендризио, где в групповой гонке в возрастной категории U23 он завоевал серебро, уступив только французскому спортсмену Роману Сикару. В 2010 году колумбиец выиграл GiroBio — юниорскую версию Джиро д’Италия, присовокупив к победе в общем зачете две победы на этапах многодневки.
Этот успех принес колумбийцу профессиональный контракт с итальянской командой Acqua & Sapone. В её составе он дебютировал на Джиро, которую он завершил на 58-м месте. Ближе всего к успеху Бетанкур подобрался на 20-м этапе до Сестриере, который он завершил четвёртым. В завершении сезона 2011 года колумбиец одержал первую победу в составе Acqua & Sapone, первенствовав на однодневной гонке Джиро Эмилия. На следующий год команда Бетанкура не получила приглашения на Джиро, в результате чего он был вынужден сконцентрироваться на более мелких гонках. Главными достижениями колумбийца в 2012 году стали четвёртое место на Джиро дель Трентино и победа в однодневке Trofeo Melinda.
По окончании сезона команда Acqua & Sapone прекратила существование и Бетанкур оказался в составе французской команды Ag2r–La Mondiale. В составе новой команды он занял седьмое место на Туре Страны Басков и прекрасно провёл связку арденнских классик. На Флеш Валонь он предпринял кинжальную атаку на финишном подъеме Мюр де Уи, которую лишь ценой собственных шансов нейтрализовал чемпион мира Филипп Жильбер, а сам Бетанкур смог отстоять третью позицию. Спустя три дня на Льеж-Бастонь-Льеж колумбиец немного не дотянул до подиума, став четвёртым.
Удачно колумбиец выступил на Джиро, где они с товарищем по команде Доменико Поццовиво сформировали наиболее атакующий дуэт гонки. Несколько раз Бетанкур пытался добыть победу на этапе, но максимум смог достичь второго результата (на 9-м этапе до Флоренции он даже победно вскинул руки на финише из-за того, что не знал, что перед ним финишировал участник раннего отрыва Максим Бельков). Отсутствие побед на этапе окупилось тем, что в упорной борьбе с поляком Рафалом Майкой Бетанкур завоевал белую майку лучшего молодого гонщика Джиро, став вторым подряд колумбийцем, которому покорилось подобное достижение (в 2012 году лучшим молодым гонщиком стал Ригоберто Уран). В общем зачете Джиро Бетанкур расположился на пятой позиции, уступив чуть более семи минут Винченцо Нибали.

## Достижения
2009
1-й  Вуэльта Колумбии U-23
1-й Этап 4
2010
1-й  Girobio
1-й Этап 4 и 5
1-й Этап 1 Вуэльта Колумбии
2011
1-й Джиро дель Эмилия
5-й Gran Premio Industria e Commercio Artigianato Carnaghese
9-й Джиро ди Ломбардия
2012
1-й Трофеи Мелинды
1-й Этап 5 Тур Бельгии
1-й  Горная классификация Дороги Лотарингии
2-й Джиро ди Тоскана
4-й Джиро дель Трентино
1-й  Молодёжная классификация
4-й Четыре дня Дюнкерка
5-й Милан — Турин
5-й Джиро дель Пьемонте
7-й Circuito de Getxo
8-й Джиро ди Падания
1-й  Молодёжная классификация
1-й Этап 5
8-й Трофеи Маттеотти
9-й Гран-при Индустрия и Артиджанато ди Ларчано
2013
3-й Флеш Валонь
4-й Льеж — Бастонь — Льеж
5-й Джиро д’Италия
1-й  Молодёжная классификация
7-й Тур Страны Басков
2014
1-й  Париж — Ницца
1-й  Молодёжная классификация
1-й Этап 5 и 6
1-й  Тур дю От-Вар
1-й  Очковая классификация
1-й Этап 1
2016
1-й Этап 2 Вуэльта Астурии
9-й Вуэльта Кастилии и Леона
1-й Этап 1
2017
5-й Hammer Sportszone Limburg
1-й на этапе 1 (ТТТ)

## Статистика

### Гранд-туры
| Гонка   | 2011 | 2012 | 2013 | 2014 | 2015 | 2016 | 2017 | 2018 |
| ------- | ---- | ---- | ---- | ---- | ---- | ---- | ---- | ---- |
| Джиро   | 58   | —    | 5    | —    | 20   | НФ   | —    |      |
| Тур     | —    | —    | —    | —    | —    | —    | 18   |      |
| Вуэльта | —    | —    | 126  | 158  | —    | —    | НФ   |      |

### Многодневки
| Гонка               | 2013 | 2014 | 2015 | 2016 | 2017 | 2018 |
| Тур Даун Андер      | —    | —    | —    | —    | —    |      |
| Париж — Ницца       | —    | 1    | —    | —    | —    |      |
| Тиррено — Адриатико | —    | —    | 116  | —    | —    |      |
| Вуэльта Каталонии   | 46   | НФ   | НФ   | —    | —    |      |
| Тур Страны Басков   | 7    | НФ   | 98   | —    | —    |      |
| Тур Романдии        | 13   | —    | НФ   | —    | 43   |      |
| Критериум Дофине    | —    | —    | —    | —    | —    |      |
| Тур Швейцарии       | —    | —    | —    | —    | 17   |      |

| —  | Не участвовал  |
| НФ | Не финишировал |